# Dormagen
Dormagen (pronunciación en alemán: /ˈdɔʁmaːɡn̩/ⓘ) es una ciudad de Renania del Norte-Westfalia, Alemania, perteneciente al distrito de Rin-Neuss. Tiene una población estimada, a fines de 2020, de 64 500 habitantes.

## Geografría
Dormagen se encuentra entre las ciudades de Düsseldorf, Colonia y Mönchengladbach, en la orilla izquierda del Rin.

### División administrativa
Dormagen está dividida en 16 barrios, que se detallan con su población:
- Broich: ver Gohr
- Delhoven: 3,690
- Delrath: 3,082
- Dormagen Mitte: 5,621
- Gohr: 2,217 (con Broich)
- Hackenbroich (con Hackhausen): 8,689
- Horrem: 6,022
- Knechtsteden:
- Nievenheim (con Ückerath): 9,553
- Dormagen Nord: 3,514
- Rheinfeld: 5,403 (con Piwipp)
- St. Peter: ver Stürzelberg
- Straberg: 2,840
- Stürzelberg: 4,643 (con St. Peter)
- Zons: 5,414 (con Nachtigall)

## Historia
Dormagen fue fundada en el año 50 d. C. Su nombre era Durnomagus. 

## Economía
Su principal industria es la empresa química de Bayer AG.

## Comunicaciones
La población cuenta con tres estaciones, la de Dormagen, la de Nievenheim y la de Dormagen Bayerwerk en la línea de tren del Bajo-Rin occidental (Linksniederrheinische Strecke) que une Colonia con Krefeld.
La Bundesautobahn 57 conecta Dormagen con las mismas ciudades.

## Demografía
| Año/Fecha                | Población |
| ------------------------ | --------- |
| 1767                     | 585       |
| 1835                     | 2,660     |
| 1935                     | 6,400     |
| 1939                     | 5,552     |
| 1950                     | 8,929     |
| 1968                     | 23,655    |
| 1969                     | 30,498    |
| 31 de diciembre de 1974¹ | 54,982    |
| 31 de diciembre de 1975¹ | 55,734    |
| 31 de diciembre de 1976¹ | 55,962    |
| 31 de diciembre de 1977¹ | 56,001    |
| 31 de diciembre de 1978¹ | 56,234    |
| 31 de diciembre de 1979¹ | 56,802    |

| Fecha                    | Población |
| ------------------------ | --------- |
| 31 de diciembre de 1980¹ | 57,379    |
| 31 de diciembre de 1981¹ | 57,639    |
| 31 de diciembre de 1982¹ | 57,399    |
| 31 de diciembre de 1983¹ | 56,529    |
| 31 de diciembre de 1984¹ | 55,274    |
| 31 de diciembre de 1985¹ | 55,184    |
| 31 de diciembre de 1986¹ | 55,258    |
| 31 de diciembre de 1987¹ | 55,693    |
| 31 de diciembre de 1988¹ | 56,293    |
| 31 de diciembre de 1989¹ | 56,697    |
| 31 de diciembre de 1990¹ | 58,018    |
| 31 de diciembre de 1991¹ | 58,609    |
| 31 de diciembre de 1992¹ | 59,306    |

| Fecha                    | Población |
| ------------------------ | --------- |
| 31 de diciembre de 1993¹ | 59,521    |
| 31 de diciembre de 1994¹ | 59,856    |
| 31 de diciembre de 1995¹ | 60,547    |
| 31 de diciembre de 1996¹ | 61,351    |
| 31 de diciembre de 1997¹ | 61,824    |
| 31 de diciembre de 1998¹ | 62,187    |
| 31 de diciembre de 1999¹ | 62,319    |
| 31 de diciembre de 2000¹ | 62,571    |
| 31 de diciembre de 2001¹ | 62,992    |
| 31 de diciembre de 2002¹ | 63,347    |
| 31 de diciembre de 2003¹ | 63,464    |
| 31 de diciembre de 2004¹ | 63,501    |
| 31 de diciembre de 2006¹ | 63,474    |
| 31 de diciembre de 2008¹ | 63,139    |
| 31 de diciembre de 2020  | 64,500    |

¹ Datos del ayuntamiento de Dormagen

## Hermanamientos
- – Toro, Castilla y León, España.
- – Saint-André-lez-Lille, Francia.
- –  Kiryat Ono, Israel.

## Personajes ilustres
- Kai Wolters, actor.